# The Brak Show
A The Brak Show 2000 és 2007 között vetített, felnőtteknek szóló amerikai rajzfilmsorozat, a Space Ghost Coast to Coast spin-offja. A sorozat alkotói Jim Fortier, Andy Merrill és Pete Smith, a történet pedig Space Ghos két ellenségének, Braknak és Zoraknak a mindennapjait mutatja be. A szinkronhangok közt Merrill mellett megtalálható George Lowe, C. Martin Croker, Carey Means és Marsha Crenshaw.
A sorozatot az Amerikai Egyesült Államokban az Adult Swim adta le 2000. december 21. és 2003. december 31. között, majd 2007. május 24-én egy webepizód is megjelent az Adult Swim Videora. Magyarországon egyelőre nem került bemutatásra.

## Cselekménye
A műsor a Space Ghost Coast to Coast című sorozat két gonosztevőjének, a tinédzser űrmacska Braknak és a sáska Zoraknak az életébe enged bepillantást. A két gaztevő kalandjai mellett megismerhetjük Brak háziasszony édesanyját és kubai akcentusú, emberszerű űrlény édesapját is.

## Szereplők
| Szereplő      | Szinkronhang                                                         |
| ------------- | -------------------------------------------------------------------- |
| Brak          | Andy Merrill                                                         |
| Zorak         | C. Martin Croker                                                     |
| Dad           | George Lowe                                                          |
| Mom           | Marsha Crenshaw (1-14. rész, webepizód), Joanna Daniel (15-28. rész) |
| Thundercleese | Carey Means                                                          |
| Clarence      | Andy Merrill                                                         |

## Epizódok
| Évad | Évad      | Epizódok | Eredeti vetítés    | Eredeti vetítés    |
| Évad | Évad      | Epizódok | Évadpremier        | Évadfinálé         |
| ---- | --------- | -------- | ------------------ | ------------------ |
|      | 1         | 9        | 2000. december 21. | 2001. december 2.  |
|      | 2         | 11       | 2002. április 14.  | 2002. december 29. |
|      | 3         | 8        | 2003. október 5.   | 2003. december 31. |
|      | Webepizód | 1        | 2007. május 24.    | 2007. május 24.    |